# Allenatore di calcio dell'anno (Germania)
L’Allenatore di calcio dell'anno (in tedesco Fußballtrainer des Jahres) è un premio calcistico assegnato dal quotidiano sportivo Kicker e dall'associazione dei giornalisti sportivi tedeschi a partire dal 2002, inteso a premiare colui che viene ritenuto il miglior allenatore legato al calcio del Paese.
Idoneo a ricevere il premio è, infatti, qualsiasi allenatore tedesco, indipendentemente da dove alleni, e qualsiasi allenatore straniero che alleni in Bundesliga.
Al 2024 l'olandese Louis van Gaal, lo svizzero Urs Fischer e lo spagnolo Xabi Alonso sono gli unici allenatori non tedeschi ad avere ricevuto il riconoscimento, mentre Jurgen Klopp e Felix Magath sono gli allenatori che hanno ricevuto il riconoscimento il maggior numero di volte (3).

## Palmarès
| Anno | Allenatore        | Club / nazionale  |
| ---- | ----------------- | ----------------- |
| 2002 | Klaus Toppmöller  | Bayer Leverkusen  |
| 2003 | Felix Magath      | Stoccarda         |
| 2004 | Thomas Schaaf     | Werder Brema      |
| 2005 | Felix Magath      | Bayern Monaco     |
| 2006 | Jürgen Klinsmann  | Germania          |
| 2007 | Armin Veh         | Stoccarda         |
| 2008 | Ottmar Hitzfeld   | Bayern Monaco     |
| 2009 | Felix Magath      | Wolfsburg         |
| 2010 | Louis van Gaal    | Bayern Monaco     |
| 2011 | Jürgen Klopp      | Borussia Dortmund |
| 2012 | Jürgen Klopp      | Borussia Dortmund |
| 2013 | Jupp Heynckes     | Bayern Monaco     |
| 2014 | Joachim Löw       | Germania          |
| 2015 | Dieter Hecking    | Wolfsburg         |
| 2016 | Dirk Schuster     | Darmstadt         |
| 2017 | Julian Nagelsmann | Hoffenheim        |
| 2018 | Jupp Heynckes     | Bayern Monaco     |
| 2019 | Jürgen Klopp      | Liverpool         |
| 2020 | Hans-Dieter Flick | Bayern Monaco     |
| 2021 | Thomas Tuchel     | Chelsea           |
| 2022 | Christian Streich | Friburgo          |
| 2023 | Urs Fischer       | Union Berlino     |
| 2024 | Xabi Alonso       | Bayer Leverkusen  |